# Greta Blom
Karin Margareta (Greta) Blom, född Holmberg den 18 juli 1899 i Göteborg, död den 29 mars 1979 på Höstsol i Täby, var en svensk skådespelare. Hon var gift med skådespelaren Gillis Blom från 1934 till dennes död 1970.

## Filmografi
- 1934 – Unga hjärtan
- 1947 – Konsten att älska
- 1948 – Var sin väg

## Teater

### Roller
| År   | Roll             | Produktion                                                     | Regi                    | Teater                   |
| ---- | ---------------- | -------------------------------------------------------------- | ----------------------- | ------------------------ |
| 1922 | Rose             | Mrs Taradines inkvartering F. Tennyson Jesse och H. M. Harwood | Ragnar Hyltén-Cavallius | Helsingborgs stadsteater |
| 1922 | Donna Laura      | Äventyr på fotvandringen Jens Christian Hostrup                | Ragnar Hyltén-Cavallius | Helsingborgs stadsteater |
| 1922 | Janine Reusé     | Hotellråttan Paul Armont och Marcel Gerbidon                   | Rudolf Wendbladh        | Helsingborgs stadsteater |
| 1922 | Majken           | Sin pappas dotter Sören Gille                                  | Rudolf Wendbladh        | Helsingborgs stadsteater |
| 1922 | Julie            | Gurli Henrik Christiernsson                                    | Ragnar Hyltén-Cavallius | Helsingborgs stadsteater |
| 1923 | Marianne         | Hattmakarens bal Hjalmar Peters                                | Ragnar Hyltén-Cavallius | Helsingborgs stadsteater |
| 1923 | Petra            | Socorros inackorderingar Miguel Ramos Carrión och Vital Aza    | Ragnar Hyltén-Cavallius | Helsingborgs stadsteater |
| 1923 | Dorothy Mortimer | Komprometterad Frances Nordstrom                               | Ragnar Hyltén-Cavallius | Helsingborgs stadsteater |

### Fotnoter
1. ↑  ”Greta Blom”. Svensk Filmdatabas. https://www.svenskfilmdatabas.se/sv/item/?type=person&itemid=61714. Läst 17 oktober 2012.